# Ma Thanh Toàn
Ma Thanh Toàn (1944) là một sĩ quan cấp cao trong Quân đội nhân dân Việt Nam, hàm Trung tướng. Ông nguyên là Ban Chấp hành Trung ương Đảng Cộng sản Việt Nam khoá IX (2001–2006), nguyên Tư lệnh Quân khu 2 (1998–2007).

## Thân thế và sự nghiệp
Ông quê tại Thạch An, Cao Bằng.
Năm 1993 bổ nhiệm giữ chức Phó tư lệnh - TMT Quân khu 1
Năm 1998, bổ nhiệm giữ chức Tư lệnh Quân khu 2.
Năm 2007, ông nghỉ hưu
Thiếu tướng (1995), Trung tướng (2000)